# Cytologia

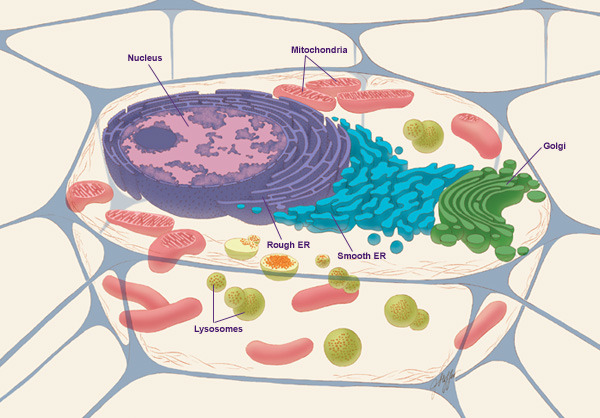
Schemat budowy komórki zwierzęcej

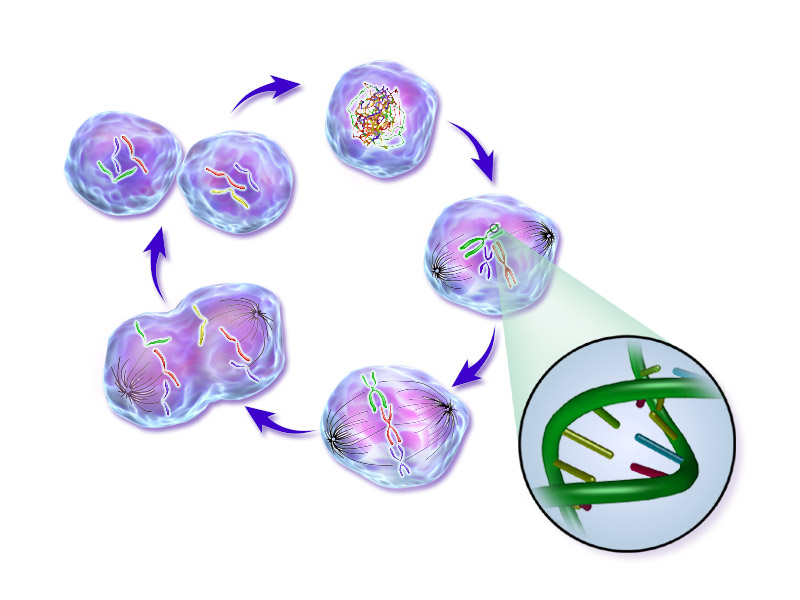
Cykl życiowy komórki

Cytologia (gr. kytos ‘komórka’, logos ‘nauka’), biologia komórki – dział biologii badający komórki, m.in. ich budowę (morfologię) oraz działanie (fizjologię). Jej dziedzinami są: cytofizjologia, cytopatologia, cytogenetyka i cytochemia. Cytologię można podzielić na cytologię zwierzęcą oraz roślinną.
Termin komórka został wprowadzony w 1665 roku przez Roberta Hooke’a, który pod mikroskopem prowadził obserwacje korka. W 1838 r. Matthias Jacob Schleiden, a rok później Theodor Schwann przedstawili, uznawaną do dziś, komórkową teorię budowy organizmów. Sama cytologia powstała jednak dopiero w XIX w., po upowszechnieniu się udoskonalonych mikroskopów w laboratoriach, a także po odkryciu różnych metod utrwalania i barwienia komórek. Wyodrębnienie jej jako oddzielnej dziedziny nauki przypisywane jest Oskarowi Hertwigowi, który w 1892 r. stwierdził, że wszystkie procesy zachodzące w organizmach są bezpośrednim odzwierciedleniem procesów zachodzących w komórkach.